# 江崎正道
江崎 正道（えざき まさみち、1944年10月29日 - ）は、日本の実業家。グリコ栄養食品元会長。丸石製薬監査役(非常勤)。江崎グリコ創業者江崎利一の孫。江崎グリコ社長江崎勝久の弟。

## 経歴
兵庫出身。灘中学校・高等学校を経て、1967年3月、一橋大学商学部卒業。1970年12月、江崎グリコ栄食(現グリコ栄養食品)取締役社長室長就任。1986年2月、同社代表取締役社長就任。1987年6月、江崎グリコ取締役就任。

## 人物
祖父・利一は正道を溺愛していたとされ、1964年2月に正道と養子縁組している。
京都大学の電気自動車プロジェクトを発端とし、幻のスポーツカーと呼ばれた「トミーカイラ・ZZ」を、電気自動車で復活させたGLMは、「純粋にわくわくする車だけを造る」という目標で創業した会社であるが、その事業立ち上げを可能にしたのは、正道をはじめとするエンジェル投資家の資金である。

## 家族・親族

### 江崎家
（佐賀県佐賀市蓮池町、大阪府大阪市、兵庫県神戸市・西宮市・芦屋市）
- 祖父・利一(佐賀県人・実業家)

1882年生 - 1980年没
- 祖母
- 父・誠一(佐賀県人・実業家)

1911年生 - 1950年没
- 母・芳江[7](丸石製薬社長井上治兵衛の四女[7])

2004年没。90歳。大阪市出身。
- 長姉・一子[9](グリコ栄養食品社長高石勝比古の妻)[10]

2001年没
- 次姉[9]
- 兄・勝久(兵庫県人・実業家)

1941年生 -

## 関連
- 丸石製薬
- 江崎グリコ